# Богуславская, Мария
Мария Богуславская (пол. Maria Bogusławska; 6 июня 1868, Варшава, Царство Польское, Российская империя — 8 февраля 1929, Познань, Польская Республика) — польская писательница, драматург, театральная актриса
, журналистка и деятель просвещения.

## Биография
Дочь писателя Эдварда Богуславского, сестра Эдуарда Ромуальда Богуславского, историка, журналиста и критика.
Выросла в Варшаве, где работала домашней учительницей. Состояла в тайных национальных объединениях. В 1907 году, после закрытия Польского школьного общества, предупреждённая об аресте царскими властями, бежала в Краков, где содержала собственный гостевой дом. До начала Первой мировой войны работала в Обществе народной школы. После восстановления независимости страны организовала внешкольное образование на Востоке Польши. После начала Советско-польской войны уехала в Поморье, занималась пропагандой борьбы с большевиками.
В 1923-1925 годах редактировала издание "Drwęca". В 1925-1926 годах была редактором «Дома Родзинного», приложения к «Слову Поморскому». Как профессиональный журналист входила в Синдикат поморских журналистов, также была членом Научного общества в Торуне.
С 1896 года постоянно писала для журналов в Варшаве, Кракове («Głos Narodu») и Познани («Goniec Wielkopolski», «Praca»).
Автор исторических романов, повестей, рассказов и пьес для детей и подростков.
Как театральная актриса, играла на сценах театров Познани и Плоцка.

## Избранные произведения
- 1901 — Ofiara Wiktosi — повесть для детей
- 1907 — Dzika Franka — рассказы
- 1909 — Młody juhas; Przestępstwo Władka; Krzyż babuni — сборник рассказов
- 1909 — Virtuti Militari — — пьеса
- 1910 — Młodzi amatorowie: Na polu Grunwaldu; Sąd Europy — пьеса
- 1910 — Z pamiętnika Marylki — мемуары
- 1911 — Gdziem nie był, com cierpiał — исторические рассказы
- 1912 — Kto im łzy powróci? — пьеса в 2 актах
- 1912 — Rozjemca — историческая драма
- 1912 — Sclavus saltans (Tańczący niewolnik) — историческая драма
- 1913 — Na wydaniu — трагикомедия
- 1913 — Pamiątka powstania 1863 roku w pięćdziesiątą jego rocznicę
- 1916 — Jasełka dla maluczkich — пьеса
- 1917 — Duch zamku olsztyńskiego — повесть для юношества
- 1917 — Królewna Wiosna i królewicz Lato — пьеса
- 1917 — O okrutnym zbóju i Krzysiu sierocie — детские рассказы
- 1917 — W noc wigilijną — пьеса
- 1918 — Henryk Dąbrowski: W setną rocznicę zgonu
- 1918 — Tomasz Ptak z Wielebna — пьеса
- 1919 — Bóg się rodzi — пьеса
- 1919 — Król chłopków — исторические рассказы для юношества
- 1919 — Młodzi — сборник повестей
- 1920 — Dziecko legjonu — историческая повесть
- 1920 — Dziedzictwo Kordeckiego: Ks. Ignacy Skorupka
- 1920 — Niedola Polaków przed wielką wojną
- 1922 — Drobiazgi — пьеса
- 1922 — Gospoda Pod Modrym Fartuszkiem — историческая повесть
- 1922 — Handlarz uliczny — пьеса
- 1922 — Z ziemi włoskiej do Polski — пьеса
- 1923 — Brodnica. Zarys historji miasta
- 1924 — Biały dwór nad Stochodem — повесть
- 1925 — Sztandar Czwartego Pułku Legii Nadwiślańskiej — пьеса
- 1925 — W czerwcową noc — пьеса
- 1927 — Po ojcach spuścizna (Virtuti Militari) — историческая повесть
- 1928 — Jaś Don-Kiszocik — повесть для юношества
- ? — Magdusine oczy — рассказы для юношества